# Montessori-Schule Göttingen
Die Montessori-Schule Göttingen ist eine staatlich genehmigte Grundschule und eine staatlich anerkannte Sekundarschule I mit Gesamtschulcharakter, die sich an der Montessoripädagogik ausrichtet.

## Konzept
Es wird in drei jahrgangsübergreifenden Klassenstufen gemeinsam unterrichtet:
- Jahrgänge 1 bis 3 (Grundstufe),
- Jahrgänge 4 bis 6 (Mittelstufe) und
- Jahrgänge 7 bis 10 (Sekundarstufe)

Alle Klassen sind Integrationsklassen. Die Unterrichtsrhythmisierung verzichtet auf eine 45-min-Taktung des Unterrichts.
Nachhaltigkeit – insbesondere der Schutz und die Pflege der Umgebung – wird von der 1. Klasse an thematisiert. Ab Klasse 7 gibt es Praxislernfelder, in denen Praxis und Theorie verknüpft werden.

## Sonstiges

### MMUN-Projekt
MMUN ist ein Projekt, das jährlich in Rom und New York City stattfindet. Bei diesem Projekt wird eine UN-Versammlung nachgestellt, bei der die Kinder die Meinung eines Staates vertreten, dessen sie nicht angehören.

### Schülerfirma
In der Schülerfirma „Beeautiful“ sollen die Schüler Themen rund um das Unternehmertum lernen.

### Schülerzeitung
Die Schülerzeitung „Monte Zeitung“ soll einen Informationsaustausch zwischen den verschiedenen Klassenstufen ermöglichen.

### „Club of Rome“-Schule
Die Montessori-Schule ist im März als erste Schule in Göttingen als „Club of Rome“-Schule ausgezeichnet worden.